# Ipoh
Ipoh là một thành phố ở bang Perak của Malaysia, cách thủ đô Kuala Lumpur 200 km về phía bắc. Đây là một trong những thành phố đông dân nhất Malaysia. Diện tích thành phố: 643 km2, dân số: 644.902 người.

## Các đơn vị hành chính hợp thành thành phố Ipoh

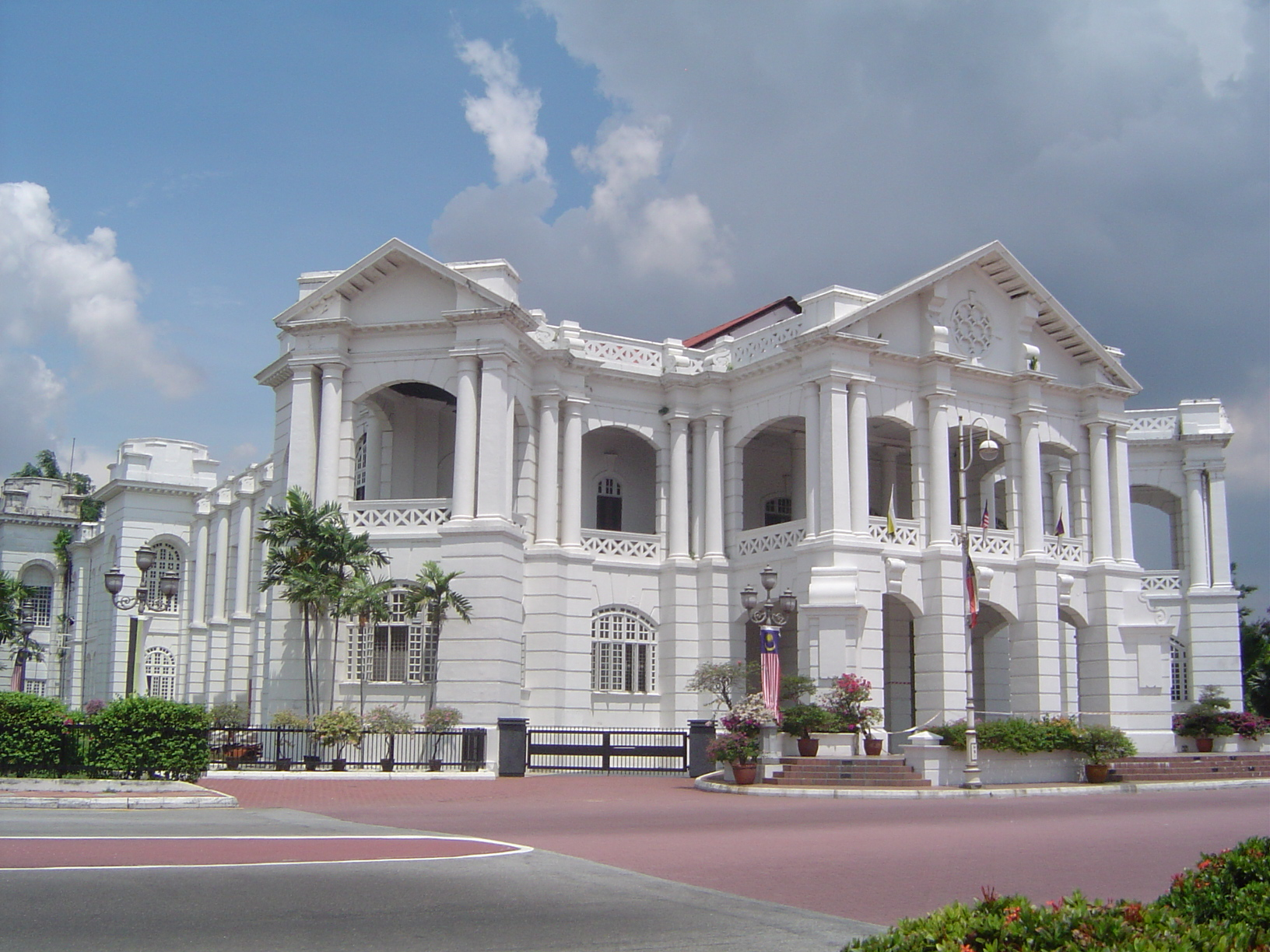
Tòa thị chính Ipoh

các thị trấn, ngoại ô, và các vùng lân cận sau đây được gọi chung là thành phố Ipoh. Lưu trữ ngày 9 tháng 10 năm 2007 tại Wayback Machine
- Ampang (tiếng Hoa: 安邦)
- Bercham (tiếng Hoa: 巴占)
- Canning Garden/Ipoh Garden (tiếng Hoa: 楏和園/怡保花園)
- Chemor (tiếng Hoa: 珠寶)
- Cyber City (tiếng Hoa: 賽城)
- Falim (tiếng Hoa: 華林市)
- Gunung Rapat (tiếng Hoa: 崑崙喇叭)
- Jelapang (tiếng Hoa: 九洞)
- Kelebang (tiếng Hoa: 佳邦)
- Lahat (tiếng Hoa: 拿乞)
- Meru (tiếng Hoa: 梅魯)
- Menglembu (tiếng Hoa: 萬里望)
- Pasir Puteh (tiếng Hoa: 大和園)
- Pekan Baru (New Town) (tiếng Hoa: 新街場)
- Pekan Lama (Old Town) (tiếng Hoa: 舊街場)
- Pengkalan (tiếng Hoa: 孟家蘭)
- Simpang Pulai (tiếng Hoa: 波賴)
- Station 18 (tiếng Hoa: 上環十八)
- Sunway City (tiếng Hoa: 雙威城)
- Tambun (tiếng Hoa: 打們)
- Buntong ([Đền thờ Tamil Mari Amman gần cầu qua sông, đường Sungai pari])
- Tanjung Rambutan (tiếng Hoa: 紅毛丹)
- Tasek (tiếng Hoa: 打昔)

## Dân số

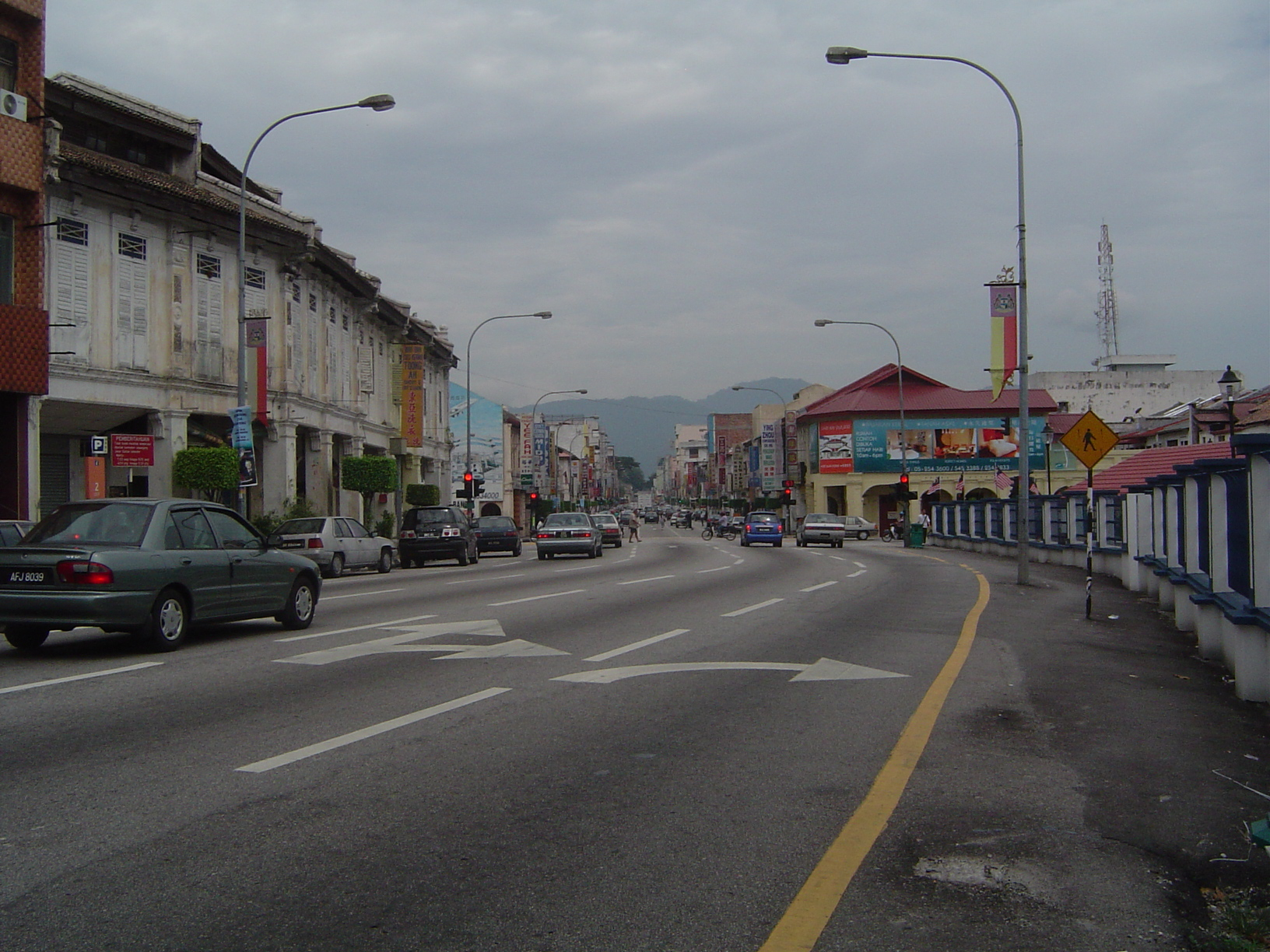
Đường Sultan Iskandar Shah (Phố Hugh Low), chạy từ Phố Mới qua Phố Cũ với chỉ một chiều đi vào Phố Cũ.

Ipoh vẫn là một trong những thành phố lớn nhất Malaysia với dân số như sau:
- Dân số: 644.802 (2004)
- Dân số đô thị: 974.151 (2006) “www.world-gazetteer.com”. Bản gốc lưu trữ ngày 5 tháng 12 năm 2012. Truy cập ngày 7 tháng 12 năm 2006.
- Xếp hạng dân số: Trung tâm đô thị đông dân thứ 5 Malaysia.